# Leon Kirchner
Leon Kirchner (Brooklyn, 24 de enero de 1919 - Manhattan, 17 de septiembre de 2009) fue un compositor estadounidense de música clásica contemporánea. Fue miembro de Academia Estadounidense de las Artes y las Letras y de la Academia Estadounidense de las Artes y las Ciencias. 
Kirchner estudió en la Universidad de California en Los Ángeles con Ernest Bloch y Arnold Schoenberg. Kirchner empezó los estudios de graduación con Bloch en la Universidad de California en Berkeley, pero se alistó en el ejército y estudió en Nueva York con Roger Sessions antes de completar su grado. Fue Walter Bigelow Rosen Professor de Música en la Harvard entre 1961 y 1991. 
El estilo musical de Kirchner está muy influido por Schoenberg, aunque no utiliza el dodecafonismo, prefiriendo generalmente un lenguaje cromático lineal y ritmos irregulares. 
Fue galardonado con un Premio Pulitzer por su obra String Quartet No. 3.

## Selección de obras

### Ópera
- Lily (1977), ópera en 3 actos, libreto del propio compositor a partir de la novela de Saul Bellow Henderson the Rain King, intérpretes: 3 masculinos, 4 femeninos; coro.

### Orquesta
- Sinfonía (1951)
- Concierto para piano n.º 1 (1953), galardonado con el Naumburg Award
- Toccata (1955)
- Concierto para Violín, Violonchelo, 10 de viento y percusión (1960)
- Concierto para piano n.º 2 (1963)
- Music for Orchestra (1969)
- Music for Flute and Orchestra (1978)
- Orchestra Piece (Music for Orchestra II) (1990), formerly called 'Kaleidoscope'
- Music for Cello and Orchestra (1992), received Friedheim Award
- Of Things Exactly As They Are (1997), Soprano, Baritone; SATB Chorus; texts by Robinson Jeffers, Emily Dickinson, Edna St. Vincent Millay, Wallace Stevens, and Robert Lowell
- The Forbidden (2008)

### Chamber/vocal/solo
- Duo for Violin and Piano (1947)
- Piano Sonata (1948)
- Little Suite (1949) for piano
- String Quartet n.º 1 (1949)
- Sonata Concertante (1952) for violin and piano
- Trio (1954) for violin, cello, and piano
- String Quartet n.º 2 (1958)
- Fanfare (1965), for horn and two trumpets
- String Quartet n.º 3 (1966), received Pulitzer Prize
- Words from Wordsworth (1966) for mixed voices a cappella
- Lily (1973) for soprano and chamber ensemble
- Flutings for Paula (1973), for flute solo (with optional percussion)
- Fanfare II (1977), for brass ensemble
- The Twilight Stood (1982)
- Music for Twelve (1985)
- For Cello Solo (1986)
- For Violin Solo (1986)
- Illuminations (1986) for brass ensemble
- Five Pieces (1987), for piano solo
- For Violin Solo II (1988)
- Triptych (1988) for violin and cello (comprised of For Cello Solo and Two Duos for Violin and Cello)
- Two Duos (1988) for violin and cello
- Interlude (1989) for piano
- Trio II (1993) for violin, cello, and piano
- For the Left Hand (1995), for piano solo
- Duo n.º 2 for Violin and Piano (2001)
- Interlude II (2003) for piano
- Piano Sonata n.º 2 (2003)
- Piano Sonata n.º 3 'The Forbidden' (2006)
- String Quartet n.º 4 (2006)